# Marion County, Tennessee
Marion County är ett administrativt område i delstaten Tennessee, USA, med 28 237 invånare. Den administrativa huvudorten (county seat) är Jasper.

## Geografi
Enligt United States Census Bureau har countyt en total area på 1 327 km². 1 291 km² av den arean är land och 36 km² är vatten.

### Angränsande countyn
- Grundy County - norr
- Sequatchie County - nordost
- Hamilton County - öst
- Dade County, Georgia - sydost
- Jackson County, Alabama - sydväst
- Franklin County - väst

### Orter
- Jasper (huvudort)
- Kimball
- Monteagle (delvis i Franklin County och Grundy County)
- New Hope
- Orme
- Powells Crossroads
- South Pittsburg
- Whitwell